# 人民公园 (维也纳)

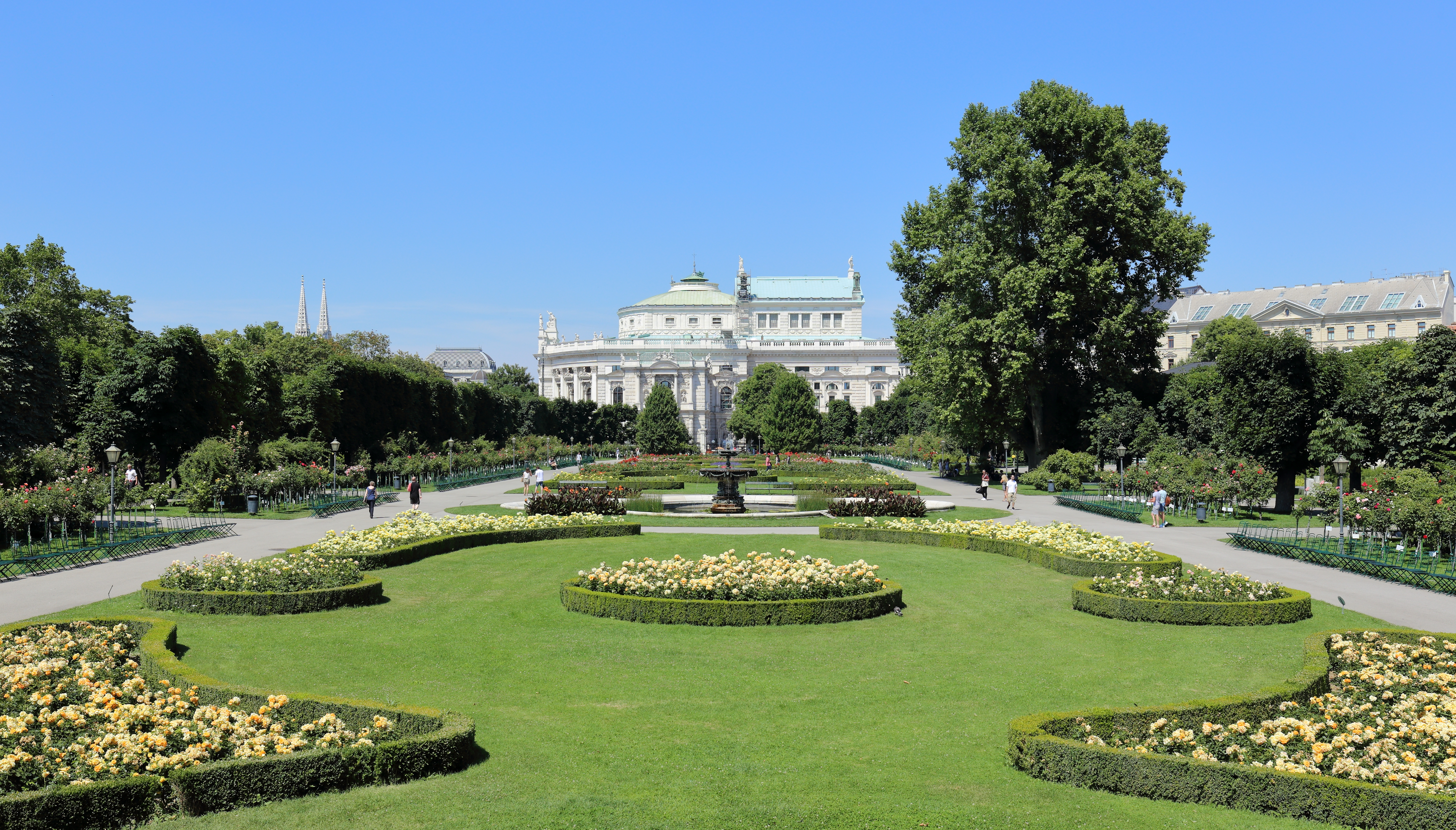
人民公园

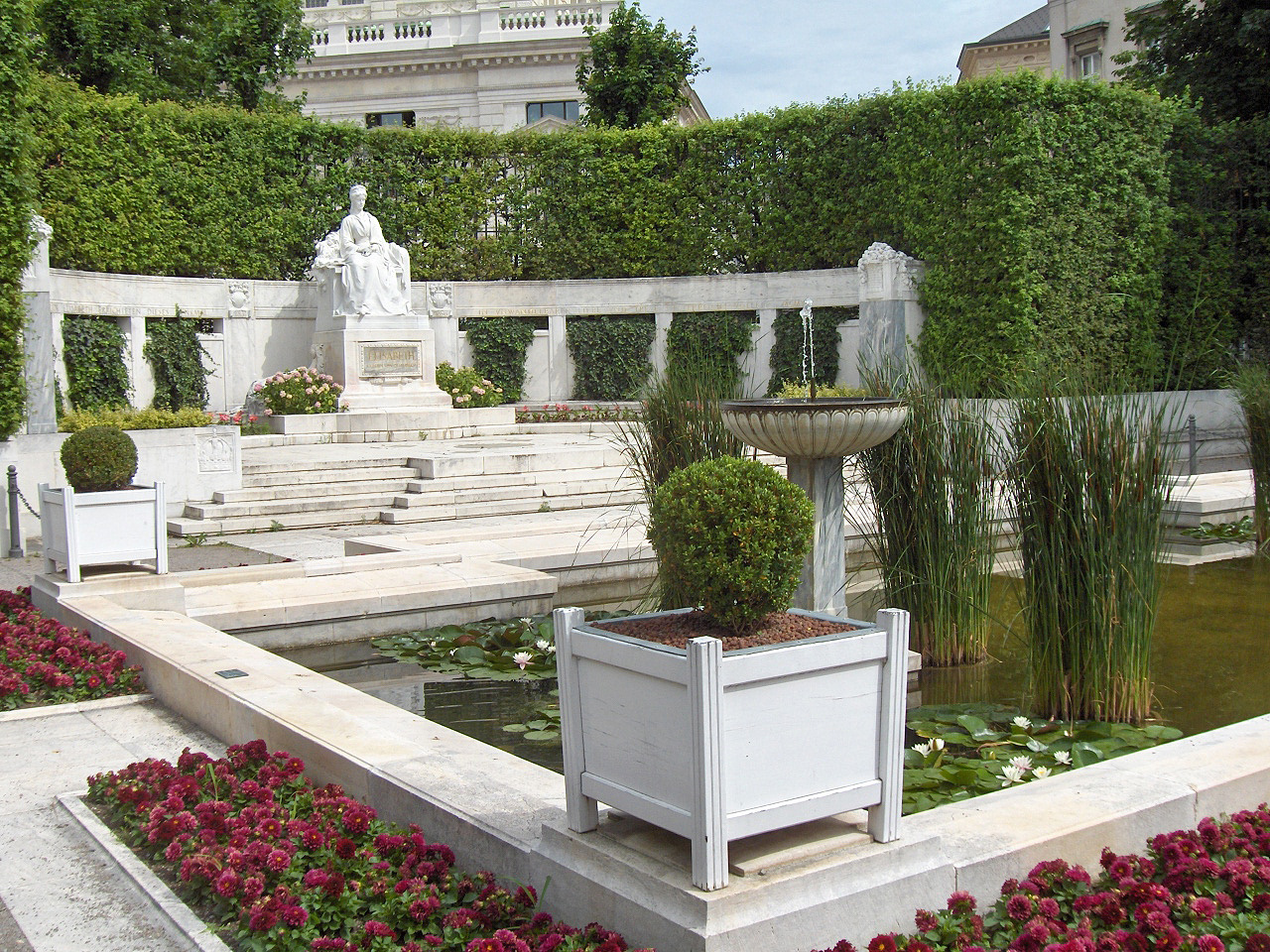
茜茜公主雕像

人民公园 （德語：Volksgarten）是奥地利首都维也纳的一座公园，位于内城区（第一区），是霍夫堡皇宫的一部分。 
人民公园兴建在被拿破仑摧毁的城防工事遗迹之上。1823年对公众开放。 
人民公园以其玫瑰园著称，还有彼得·冯·诺比莱的忒修斯庙（1819-1823）和弗里德里希·奥曼的茜茜公主雕像（1907年）。这里还有诗人弗兰兹·格里尔帕策和卡尔·冯·哈斯瑙尔，以及雕塑家汉斯·比特利希的雕像。
花园中间设置了文艺复兴式的喷泉，来自萨尔茨堡的石匠 Joseph Haslauer 用红色大理石修建了外框，完成于1865年7月15日。下部结构是安东·瓦塞尔布格的作品。 